# Thomas Häßler
Thomas Hässler, "Icke", född 30 maj 1966 i Berlin, är en tysk före detta fotbollsspelare (mittfältare).
Hässler var en av nyckelspelarna i det västtyska världsmästarlaget 1990 och landslagsprofil under större delen av 1990-talet. Hässler var Tysklands stora mittfältskreatör och gjorde under 1992 två frisparksmål under EM i fotboll när Tyskland nådde final. Hässler var även med då Tyskland vann 1996. Hässler slutade i landslaget 1998 efter att Tyskland åkte ut i VM-kvartsfinalen mot Kroatien. Lyckade säsonger i 1860 München ledde till en kort comeback i landslaget under sommaren 2000.
2005 hade Hässler en avskedsmatch för att markera slutet på sin spelarkarriär.

## Meriter
- A-landskamper: 101 (10 mål) (1988-2000)

- VM i fotboll: 1990, 1994, 1998
  - Världsmästare: 1990

- EM i fotboll: 1992, 1996, 2000
  - Europamästare: 1996
  - EM-silver: 1992